# Körborn
Körborn là một xã thuộc huyện Kusel, bang Rheinland-Pfalz, phía tây nước Đức. Xã Körborn có diện tích 5,86 km², dân số thời điểm ngày 31 tháng 12 năm 2006 là 361 người.